# Frederick A. Fox
Frederick A. Fox (Detroit, 17 gennaio 1931 – Bloomington, 24 agosto 2011) è stato un compositore e docente statunitense, specializzato nella musica classica contemporanea.

## Biografia
Frederick Alfred Fox, Jr. nacque il 17 gennaio 1931 a Detroit, nel Michigan. La sua prima formazione musicale nella sua nativa Detroit comprendeva il sassofono (con Laurence "Larry" Teal) e la teoria musicale e arrangiamento (con Ray McConnell). Successivamente studiò composizione con Ruth Shaw Wylie e conseguì la laurea in musica (Bachelor of Music) presso la Wayne State University nel 1953. Lavorò per un anno con Ross Lee Finney all'Università del Michigan, ma ha si prese una pausa nei suoi studi per andare in tournée come sassofonista jazz (tenore e baritono), una carriera che abbandonò nel 1956- 57 per tornare seriamente alla composizione. Fox arrivò poi a Bloomington, Indiana e alla Indiana University School of Music (ora la Jacobs School of Music), dove studiò composizione con Bernhard Heiden e dove cui si laureò Master of Music (1957) e Doctor of Music (1959).

## Compositore, insegnante
Dopo aver prestato servizio in varie facoltà e istituzioni negli Stati Uniti, nel 1974 Fox tornò alla Indiana University School of Music come professore di composizione. Una delle sue prime imprese fu la fondazione del New Music Ensemble dell'Indiana University nel 1975-76, con se stesso come primo direttore. Durante il suo incarico di direttore il New Music Ensemble ha iniziato a prendere il suo posto come uno dei migliori gruppi universitari del suo genere nel paese. Da allora è in tournée in città come Chicago, Washington, D.C., San Francisco, New York City, tra le altre. Fox fu nominato presidente della I.U. Dipartimento di composizione della Scuola di musica nel 1981 e guidò quel dipartimento per 13 anni, un periodo durante il quale ottenne un crescente riconoscimento ed il suo programma diventò uno di quelli di più alto livello negli Stati Uniti.
Tra gli studenti illustri di Fox figurano: James Aikman, Margaret Brouwer, David Dzubay, Keith Fitch, Jeffrey Hass, Jeeyoung Kim, Robert Paterson, Mark Phillips e Stephen Suber.

## Composizioni
Con oltre 55 composizioni pubblicate su vari media, il catalogo di Fox spazia dai pezzi solisti strumentali e corali a grandi lavori per orchestra; un buon numero di questi sono registrati commercialmente.
Come molti giovani compositori americani negli anni '50 e '60, Fox aveva una certa esperienza come musicista jazz e arrangiatore prima di iniziare a comporre. La sua musica nasce principalmente da questo passato, esperienza e interesse per il jazz, oltre alle tecniche seriali e alcune formazioni sistematiche informali che tendono a possedere qualità di improvvisazione. Sebbene trovasse il serialismo sostanzialmente in contrasto con la sua visione creativa, il suo passato jazzistico doveva trovare la sua eco in molte delle sue opere caratteristiche.

## Lavori scelti

### Orchestra
- Impressions (1995)
- Echo Blues (1992)
- Now and Then (1988) [Orchestra da camera]
- Januaries (1984)
- Night Ceremonies (1979)

### Orchestra d'archi
- Nightscenes (1988); orchestra d'archi, arpa, piano/celesta, percussioni (5)

### Banda sinfonica
- Four Times Round (1996)
- Polarities (1987)

### Gruppi/camera
- Blind Time (1996) – orchestra di ottoni, percussioni (2)
- Dreamcatcher (1994) – flauto, oboe, clarinetto, corno, tromba, trombone, violino, viola, violoncello, contrabbasso, piano, percussioni (2)
- Time Weaving (1993) – trio di clarinetti (Mib, Sib, Cl. Basso)
- Devil's Tramping Ground (1991) – flauto, oboe, clarinetto, violino, violoncello, piano, percussioni (1)
- The Avenging Spirit (1989) – quartetto di sassofoni
- Auras (1988) – flauto, clarinetto, violoncello, piano, percussioni (1)
- Time Messages (1988) – quintetto di ottoni
- Shaking the Pumpkin (1986) – sassofono, piano, percussioni (2)
- 3 Diversions (1987) – quartetto di sassofoni
- Vis-A-Vis (1985) – corno e quartetto d'archi
- Dawnen Grey (1984) – quartetto d'archi
- Sonaspheres 5 (1983) – flauto/flauto contralto, flauto/ottavino, clarinetto, tromba, trombone, violino, viola, violoncello, piano, percussioni (2)
- Bren (1982) – gruppo di ottoni
- Sonaspheres 1 (1980) – flauto/contralto, flauto/ottavino, clarinetto, tromba, trombone, violino, viola, violoncello, piano, percussioni (2)
- S.A.X. (1979) – sassofono contralto solo, quartetto di sassofoni;
- Ambient Shadows (1978) – flauto/contralto, clarinetto, trombone, violino, viola, violoncello, piano, percussioni (1)

### Coro/voce
- Time Excursions (1976) – soprano, voce parlante, flauto, clarinetto, violino, violoncello, piano, percussioni (2)
- The Descent (1969) – coro SATB, piano, percussioni (2)

### Solo
- When the Thunder Speaks (1998) – sassofono alto e piano;
- Five Mementos for Trumpet & Piano (1995) – tromba e piano;
- Kokopelli (1994) – flauto e piano;
- Fantasy (1993) – viola e piano;
- Echos and Shadows (1993) – violino e piano;
- Hear Again in Memory (1991) – sassofono;
- Annexus (1980) – sassofono alto e piano

## Discografia scelta
- The Music of Frederick Fox, Indiana University School of Music, 1992.
- The Music of Frederick Fox, Vol. 2, Indiana University School of Music, 2000.
- New Music from Indiana University – Vol. 2, Indiana University School of Music, 1998.
- Thomas Walsh. Shaking the Pumpkin.[collegamento interrotto] RIAX, Inc., 1998.
- Zagreb Saxophone Quartet with Eugene Rousseau. Tsunagari, Zagrebačka banka, 2002.
- Trio Indiana, Crystal Records, Inc., 1996.
- Michael Jacobson, saxophone. Mixed Company, Equilibrium, 2000.